# Râul Beta, Olt
Râul Beta este un curs de apă, afluent al râului Olt. 